# Gökçedal, Kovancılar
Gökçedal là một xã thuộc huyện Kovancılar, tỉnh Elâzığ, Thổ Nhĩ Kỳ. Dân số thời điểm năm 2011 là 83 người.